# Gösta Berling (Film)
Gösta Berling (Originaltitel: Gösta Berlings Saga) ist eine schwedische Literaturverfilmung des umfangreichen Romans Gösta Berling von Selma Lagerlöf mit Lars Hanson in der Titelrolle und Greta Garbo, die hier das erste Mal unter dem Namen „Garbo“ auftritt. Der Film unter der Regie von Mauritz Stiller wurde in zwei Teilen am 10. und am 17. März 1924 in Stockholm uraufgeführt. Gösta Berling beendete die schwedische Schaffensperiode von Mauritz Stiller, der gemeinsam mit seinem Protegée Greta Garbo über Berlin nach Hollywood ging. Von der ursprünglich fast vierstündigen Ursprungsfassung  existieren nur noch Teile. Die Länge der Versionen unterscheiden sich je nach Erhaltungszustand der Kopien.   

## Handlung
Der Film hält sich in Grundzügen an die literarische Vorlage von Selma Lagerlöf. Im Mittelpunkt steht der junge Pfarrer Gösta Berling, der um 1820 in der schwedischen Provinz eine Sinnkrise durchmacht. Emotional instabil, ist Gösta Berling zu Beginn der Handlung ganz Sklave seiner Lüste und ergibt sich der Trunksucht und Weibergeschichten. Nach einem Eklat verlässt er bei Nacht und Nebel das Pfarramt, um in der Folgezeit als Taugenichts über Land zu ziehen. Mit einem Haufen von anderen Herumtreibern kommt er unter anderem nach Ekeby, dem Schloss des reichen Major Samzelius und seiner Frau. Dort lernt er die unschuldige Gräfin Elisabeth Dohna kennen, die Gösta zu innerer Stärke und charakterlicher Festigkeit verhilft. Ehe die beiden eine gemeinsame Zukunft beginnen können, müssen sie noch manche Abenteuer bestehen, so den Brand von Schloss Ekeby, den die wahnsinnige Majorin Samzelius gelegt hat.

## Hintergrund

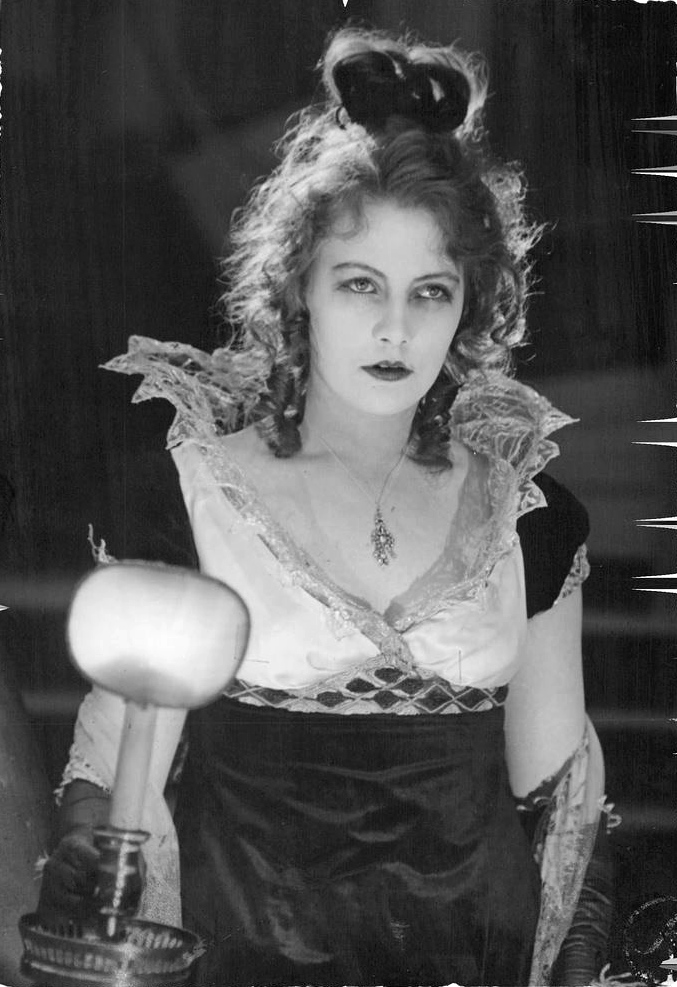
Greta Garbo, Foto vom Filmset

Greta Garbo hatte früh den Wunsch, Schauspielerin zu werden. Um ihre Familie finanziell zu unterstützen, nahm sie jedoch zunächst eine Stellung als Verkäuferin in dem vornehmen Stockholmer Kaufhaus PUB an. Sie wirkte in einigen Werbefilmen und der Slapstickkomödie Luffar-Petter mit, ehe sie eine Ausbildung am Königlichen Dramatischen Theaters in Stockholm begann. Durch Zufall lernte sie den bekannten Regisseur Mauritz Stiller kennen, der maßgeblich zur künstlerischen Blüte des schwedischen Films während der späten 1910er beigetragen hatte. Stillers Forte waren zwar elegant in Szene gesetzte Beziehungskomödien wie Erotikon, doch die größten kommerziellen Erfolge hatte er mit opulenten Literaturverfilmungen. Darunter waren auch zwei Werke der schwedischen Autorin Selma Lagerlöf, Herrn Arnes Schatz von 1919 und Gunnar Hedes Saga aus dem Jahr 1923. Greta Gustafson erhielt im späten Frühjahr 1923 die Gelegenheit, gemeinsam mit ihrer Kollegin Mona Mårtenson an einem Casting für die anstehende Verfilmung von Gösta Berling teilzunehmen. Stiller entdeckte eine darstellerische Qualität in dem damals erst siebzehnjährigen Mädchen, die ihn veranlasste, ihr die wichtige Rolle der Gräfin Elisabeth zu geben. Kurz nach Beginn der umfangreichen Dreharbeiten veranlasste Stiller zudem die junge Frau, den Künstlernamen Greta Garbo anzunehmen. Es gibt verschiedene Versionen, wie es zu der Wahl gekommen ist, wobei die einfachste lautet, der Name Garbo sei eine Weiterentwicklung des ursprünglichen Vorschlags Mona Gabor, der sich am Lautklang eines ehemaligen Fürsten von Siebenbürgen orientierte. Die Schauspielerin nahm offiziell am 9. November 1923 den Namen „Greta Garbo“ an. 
Die Dreharbeiten, die sich über fast ein ganzes Jahr erstreckten, waren für die völlig unerfahrene Schauspielerin eine Tortur. Stiller, der als Regisseur gleichermaßen ein Perfektionist und autokratischer Herrscher war, zwang Greta Garbo zu unbedingtem Gehorsam gegenüber seinen Anweisungen. Durch endlose Wiederholungen einzelner Szenen und gezielte verbale Attacken lenkte er Greta Garbo in die von ihm von Anfang an vorgesehene Richtung. Garbo gab sich selber völlig in die Hand ihres Mentors und akzeptierte schließlich klaglos die teilweise heftigen Beschimpfungen, wenn sie nach Meinung Stillers nicht die beste Leistung gegeben hatte. Diese enge Bindung an die Weisungen des Mentors weisen nicht unerhebliche Parallelen zum Verhältnis zwischen Marlene Dietrich und ihrem Entdecker Josef von Sternberg auf.  
Der Film selber gilt als letztes großes Meisterwerk des schwedischen Stummfilms. Zwei Szenen im Besonderen demonstrieren die Fähigkeit Stillers, auch dramatische Geschehnisse auf künstlerisch anspruchsvolle Weise umzusetzen. 
Der spektakuläre Brand von Schloss Ekeby war die damals teuerste Sequenz, die je in Schweden gedreht wurde. Stiller nutzte das gesamte technische Repertoire wie rasante Schnittfolgen und Lichteffekte, um die Dramatik der Handlung auf die Leinwand zu bringen. Eine andere, bekannte Einstellung zeigte Elisabeth Dohna, die mit ihrem Pferdeschlitten in rasender Flucht über einen zugefrorenen See vor einem Rudel Wölfen flieht. Stiller benutzte für die Sequenz allerdings speziell trainierte Schäferhunde, denen er Gewichte an die Schwänze hängte, damit sie in den 'longshots' die typische Körperhaltung von Wölfen zeigten.   
Die feierliche Premiere des Films erfolgte wegen der erheblichen Länge von fast vier Stunden (14 Rollen) zum ersten Mal in der schwedischen Filmgeschichte in zwei Teilen Anfang März 1924 in Stockholm. Das Programmheft äußerte sich überraschend prophetisch zur weiteren beruflichen Entwicklung von Greta Garbo und zum Verhältnis zwischen Schauspielerin und Regisseur:

„Stiller hat zwei Rollen mit jungen Schülerinnen unserer Königlichen Schauspielakademie [besetzt] – Mona Mårtenson und Greta Garbo. Was sind diese jungen charmanten Mädchen mehr als Lehm in den Händen des meisterhaften Bildhauers? Ist denn der Lehm nicht ebensoviel wert wie die Hände, die ihn formen? Unendlich viel mehr! In ein paar Jahren wird Greta Garbo überall auf der Welt berühmt und bewundert werden. Denn sie besitzt das Geschenk der Schönheit – einer seltenen persönlichen und eigentümlichen Schönheit.“

In Deutschland, wo der Film im August 1924 in den Verleih kam, war Gösta Berling ein großer kommerzieller Erfolg. Stiller und Garbo bekamen lukrative Filmangebote, von denen sich am Ende jedoch nur für Garbo die Möglichkeit realisierte, eine Rolle in Die freudlose Gasse unter der Regie von G. W. Pabst zu übernehmen.

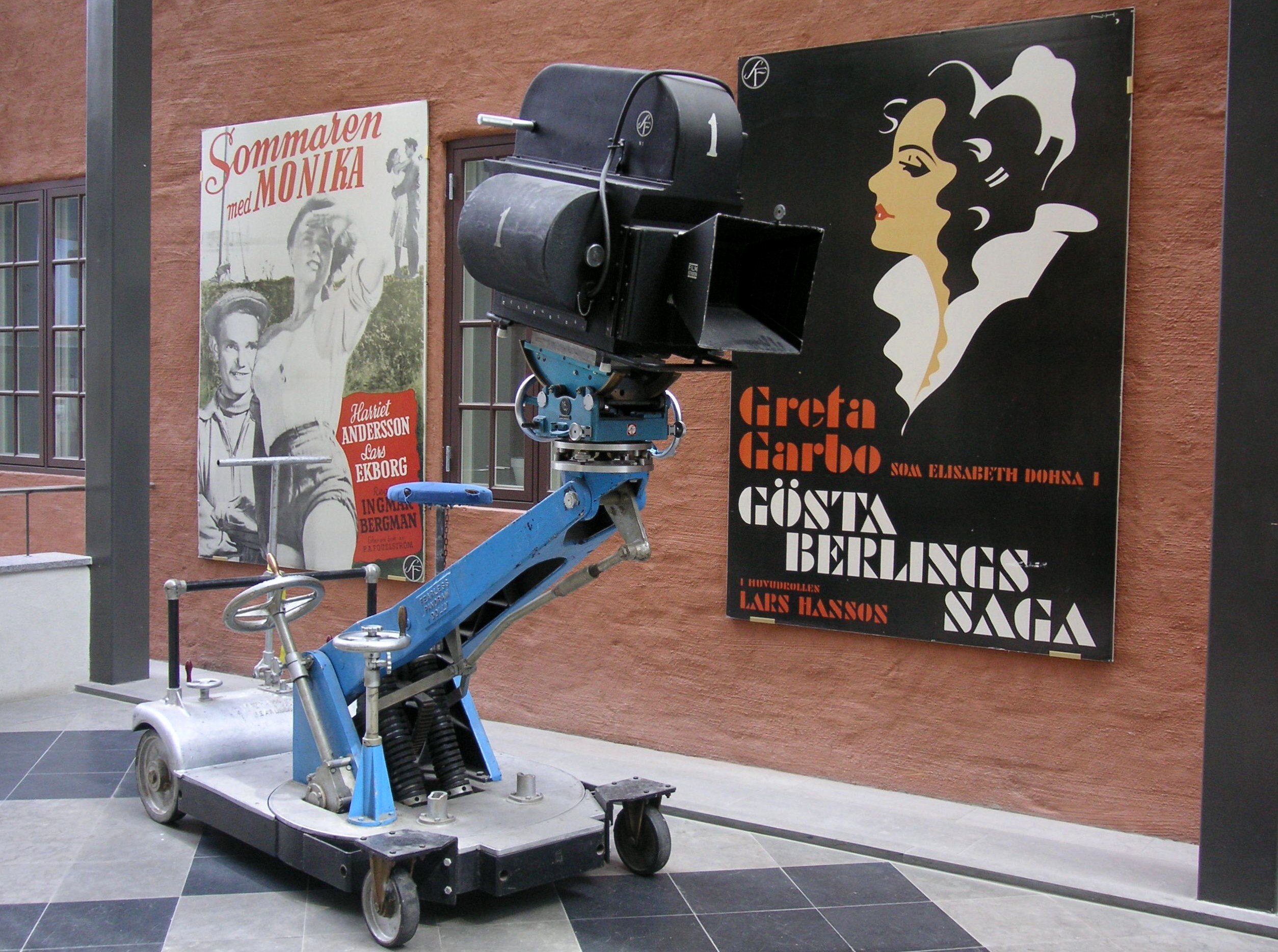
Filmplakat in Filmstaden, Solna

## Kritiken
„Melodramatischer Stummfilm mit bemerkenswerten optischen Effekten und eindrucksvoller Bilddynamik“